# آگنیشکا پشپیورسکا
آگنیشکا پِشِـپیورسکا (لهستانی: Agnieszka Przepiórska؛ زادهٔ ۲۶ ژوئیه ۱۹۷۹) بازیگر اهل لهستان است.
از فیلم‌ها یا مجموعه‌های تلویزیونی که وی در آن‌ها نقش داشته است، می‌توان به کارگزار من، شمش‌سازان، ع چون عشق، موج جرم و جنایت، تنها عشق، سکسیفای، تشخیص، رنگ‌های خوشبختی، هنرمندان، کمیسر آلکس، پدر متیو، پزشکان، دوران افتخار، خانه کشیش و آدم‌کشی اشاره نمود.